# 로어 (도시전설)
로어(일본어: ロア, 영어: Lore)는 일본의 2ch같은 인터넷 상에서 출처가 불분명하며, 등장 인물 또한 불분명한 괴담으로 주로 전자 게시판이나 이메일을 통해 알려진다.
인터넷이 활발하게 발달하기 전에는 팩스 로어(영어: Faxlore) 혹은 제록스로어(영어: xeroxlore)라 불리었다. 제록스로어는 마이클 프레스턴의 1974년 에세이인 제록스 로어(Xerox-lore)에서 기원했다.

## 특징
- 그럴싸하게 날짜와 국가는 분명하다. (ex:19XX년 X월 X일 일본 도쿄)
- 이름은 흔한 이름이거나, 익명이다.
- "믿거나 말거나 ─"라는 형식의 문장으로 시작하고 마지막도 같은 문장으로 마무리된다.
- 본문은 3~6문장으로 구성되어있다.
- 익명의 체험담이나 친구로부터의 소문에 출처를 둔다. 제 3자 관점과 사실을 바탕으로 한 모양을 띄고 있다.

## 같이 보기
- 밈
- 사미즈다트